# Piotr Nowak (ekonomista)
Piotr Nowak (ur. 30 kwietnia 1980 w Dobrym Mieście) – polski ekonomista, cybernetyk i urzędnik państwowy, w latach 2015–2020 podsekretarz stanu w Ministerstwie Finansów, w 2021 doradca dyrektora zarządzającego Międzynarodowego Funduszu Walutowego, w latach 2021–2022 minister rozwoju i technologii.

## Życiorys
Absolwent Wydziału Cybernetyki Wojskowej Akademii Technicznej w Warszawie (2003) oraz finansów i bankowości w Szkole Głównej Handlowej w Warszawie (2006). W SGH odbył również studia doktoranckie (2003–2005). Uzyskał dyplom Executive MBA na kursie prowadzonym przez Politechnikę Warszawską przy współpracy z London Business School, HEC Paris oraz Norges handelshøyskole w Bergen, jak również certyfikat CQF (Certificate in Quantitative Finance). Absolwent podyplomowego programu „International Security” na Stanford University w Stanach Zjednoczonych. W 2024 ukończył Advanced Management Program w Harvard Business School.
Od 2004 pracował jako dealer walutowy w Powszechnej Kasie Oszczędności Banku Polskim, potem od 2005 do 2006 był zatrudniony w CALYON Corporate & Investment Bank jako specjalista do spraw obligacji i instrumentów pochodnych w Europie Środkowo-Wschodniej. W latach 2006–2010 pozostawał wiceprezesem londyńskiego funduszu hedgingowego należącego do grupy Swiss Re, odpowiadał za strategię dotyczącą instrumentów dłużnych, indeksów giełdowych instrumentów pochodnych oraz walut rynków wschodzących. W okresie 2010–2011 zatrudniony jako prop trader w Espirito Santo Investment Bank Polska, a od 2011 do 2014 w PKO TFI jako wicedyrektor departamentu zarządzania portfelami papierów dłużnych. Od lutego do sierpnia 2015 był ekspertem do spraw gospodarczych w Kancelarii Prezydenta RP, następnie od października do grudnia 2015 starszym menedżerem w Money Makers TFI.
W grudniu 2015 powołany na stanowisko podsekretarza stanu w Ministerstwie Finansów. Zakończył pełnienie tej funkcji po złożeniu rezygnacji z dniem 23 grudnia 2020. Dwukrotnie pełnił funkcję przewodniczącego Komisji Nadzoru Audytowego – w latach 2015–2016 oraz od 2018 do czasu likwidacji tej instytucji w 2019. W latach 2015–2018 był członkiem Komisji Nadzoru Finansowego jako przedstawiciel ministra właściwego do spraw instytucji finansowych.
Od stycznia 2021 był doradcą dyrektora zarządzającego Międzynarodowego Funduszu Walutowego w Waszyngtonie oraz wicedyrektorem departamentu polityki monetarnej i rynków kapitałowych w MFW.
26 października 2021 dołączył do drugiego rządu Mateusza Morawieckiego, obejmując w nim stanowisko ministra rozwoju i technologii. 24 marca 2022 premier Mateusz Morawiecki złożył wniosek do prezydenta Andrzeja Dudy o odwołanie Piotra Nowaka z zajmowanego stanowiska; prezydent odwołał go 7 kwietnia tegoż roku. W tym samym miesiącu wszedł w skład zarządu PZU, w którym zasiadał do lutego 2024.

## Odznaczenia
- Krzyż Kawalerski Orderu Odrodzenia Polski (2025)[16]